# Xantusia bolsonae
Xantusia bolsonae là một loài thằn lằn trong họ Xantusiidae. Loài này được Webb mô tả khoa học đầu tiên năm 1970.